# سلعة رأسمالية

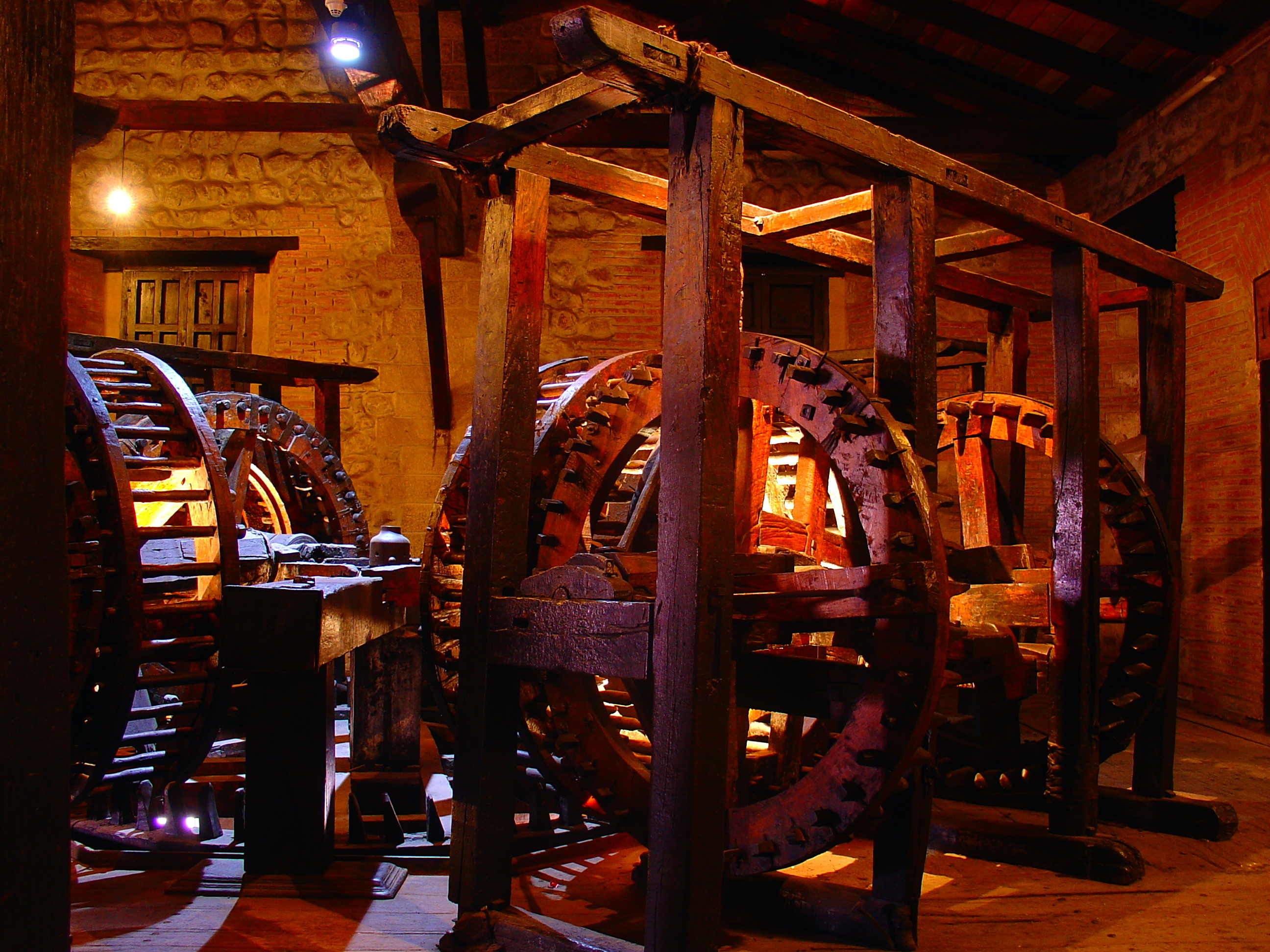

السلعة الرأسمالية (تسمى أيضًا المنتجات والأنظمة المعقدة) هي سلعة متينة تُستخدم في إنتاج السلع أو الخدمات. السلع الرأسمالية هي أحد الأنواع الثلاثة لسلع المنتجين، والنوعان الآخران هما الأرض واليد العاملة. يعرف الثلاثة بـ«عوامل الإنتاج الأساسية». 
نشأ هذا التصنيف خلال فترة الاقتصاد الكلاسيكي وبقي الطريقة السائدة للتصنيف.
اقتُرح العديد من التعريفات والأوصاف لإنتاج السلع الرأسمالية في الأدبيات الاقتصادية. تعتبر السلع الرأسمالية بشكل عام منتجات فريدة من نوعها وكثيفة رأس المال ويدخل في تكوينها العديد من المكونات، وغالبًا ما تُستخدم نظمًا أو خدمات.
من الأمثلة عن السلع الرأسمالية نجد المعدات اليدوية والآلات ومراكز البيانات وحفارات النفط ومعامل تصنيع أشباه الموصلات وتوربينات الرياح. غالبًا ما ينظم إنتاج هذه السلع في مشاريع يتعاون فيها أطراف عديدون في شبكات. 
تتكون دورة حياة السلع الرأسمالية عادةً من المناقصة والهندسة والشراء والتصنيع والتشغيل والصيانة وإيقاف التشغيل (أحيانًا).
من الناحية الاقتصادية، تعتبر السلع الرأسمالية ملكية مادية. يحصل المجتمع على السلع الرأسمالية من خلال ادخار الثروة التي يمكن استثمارها في وسائل الإنتاج. يستخدمها الناس لإنتاج سلع أو خدمات أخرى خلال فترة معينة. الآلات والأدوات والمباني وأجهزة الكمبيوتر أو أنواع أخرى من المعدات التي تشارك في إنتاج أشياء أخرى للبيع هي سلع رأسمالية. يمكن أن يكون أصحاب السلع الرأسمالية من الأفراد أو الأسر أو الشركات أو الحكومات. تعتبر أي مادة تستخدم لإنتاج السلع الرأسمالية سلعة رأسمالية.

## اختلافها عن السلع الاستهلاكية
يشتري الناس السلع الرأسمالية لاستخدامها موارد ثابتة لصناعة سلع أخرى، بينما تُشترى السلع الاستهلاكية لتُستهلك.
على سبيل المثال، إذا اشتريت السيارة للاستعمال الخاص، فهي سلعة استهلاكية، أما الشاحنات المستخدمة في عمليات التصنيع أو البناء فسلع رأسمالية لأن الشركات تستخدمها لبناء أشياء مثل الطرق والسدود والمباني والجسور.
وبنفس الطريقة، يعد لوح الشوكولاتة سلعة استهلاكية، ولكن الآلات التي تنتج الحلوى سلع إنتاج (رأسمالية).
يمكن استخدام بعض السلع الرأسمالية في إنتاج كل من السلع الاستهلاكية أو سلع الإنتاج، مثل آلات إنتاج شاحنات التفريغ.
الاستهلاك هو النتيجة المنطقية لجميع الأنشطة الاقتصادية، لكن مستوى الاستهلاك المستقبلي يعتمد على رأس المال المستقبلي، وهذا بدوره يعتمد على مستوى الإنتاج الحالي في قطاع السلع الرأسمالية. إذن، إذا كانت هناك رغبة في زيادة الاستهلاك، فيجب زيادة إنتاج السلع الرأسمالية.

## أهميتها
تلعب السلع الرأسمالية، التي يطلق عليها غالبًا المنتجات والأنظمة المعقدة، دورًا مهمًا في الاقتصاد اليوم. بصرف النظر عن إتاحتها للأعمال التجارية إنشاء السلع أو تقديم الخدمات للمستهلكين، فإن السلع الرأسمالية مهمة في نواحٍ أخرى. في الصناعة التي تكون فيها معدات ومواد الإنتاج باهظة الثمن، يمكن أن تكون تلك السلع الرأسمالية عائقًا كبيرًا أمام دخول الشركات الجديدة. إذا كانت الشركة الجديدة لا تستطيع شراء الآلات التي تحتاجها لإنشاء منتج ما، فقد لا تكون قادرة على المنافسة بنفس الفعالية في السوق. قد تلجأ شركة كهذه إلى شركة أخرى لتوريد منتجاتها، لكن هذا يمكن أن يكون مكلفًا بدوره. هذا يعني أنه في الصناعات التي تمثل فيها وسائل الإنتاج نسبة كبيرة من تكاليف بدء الأعمال التجارية، فإن عدد الشركات المتنافسة في السوق يكون صغيرًا نسبيًا في الغالب.

## في التجارة الدولية
في نظرية التجارة الدولية، لا تحظى أسباب تجارة السلع الرأسمالية وطبيعتها باهتمام كبير. إن التجارة بالسلع الرأسمالية جزء مهم من العلاقة الديناميكية بين التجارة الدولية والتنمية. يجب إدخال إنتاج السلع الرأسمالية والتجارة بها وكذلك الأمر بالنسبة للسلع الاستهلاكية في نماذج التجارة، كما يجب دمج التحليل بمع نظرية مراكمة رأس المال المحلي بشكل كامل.